# Amparo (Paraíba)
Pour les articles homonymes, voir Amparo.
Amparo est une ville brésilienne du centre de l'État de la Paraíba.
Sa population était estimée à 2 007 habitants en 2007. La municipalité s'étend sur 122 km2.